# White Bear Lake
White Bear Lake és una població dels Estats Units a l'estat de Minnesota. Segons el cens del 2000 tenia 24.325 habitants.

## Demografia
Segons el cens del 2000, White Bear Lake tenia 24.325 habitants, 9.618 habitatges, i 6.646 famílies. La densitat de població era de 1.148,2 habitants per km².
Dels 9.618 habitatges en un 32,2% hi vivien nens de menys de 18 anys, en un 55,2% hi vivien parelles casades, en un 10,4% dones solteres, i en un 30,9% no eren unitats familiars. En el 25,1% dels habitatges hi vivien persones soles el 10,3% de les quals corresponia a persones de 65 anys o més que vivien soles. El nombre mitjà de persones vivint en cada habitatge era de 2,49 i el nombre mitjà de persones que vivien en cada família era de 2,99.
Per edats la població es repartia de la següent manera: un 24,8% tenia menys de 18 anys, un 8,6% entre 18 i 24, un 29,3% entre 25 i 44, un 22,8% de 45 a 60 i un 14,6% 65 anys o més.
L'edat mediana era de 37 anys. Per cada 100 dones de 18 o més anys hi havia 87,8 homes.
La renda mediana per habitatge era de 52.934 $ i la renda mediana per família de 60.196 $. Els homes tenien una renda mediana de 41.699 $ mentre que les dones 31.797 $. La renda per capita de la població era de 24.338 $. Entorn del 3,3% de les famílies i el 4,4% de la població estaven per davall del llindar de pobresa.

## Poblacions més properes
El següent diagrama mostra les poblacions més properes.